# Kamienica Moesa w Białymstoku
Kamienica Moesa – zabytkowa kamienica w Białymstoku, przy ul. św. Rocha 3 wybudowana przed 1897 rokiem.
Należała do fabrykanta Augusta Moesa. Pełniła funkcję siedziby zarządu fabryki oraz składu sukna. W 1915 została sprzedana innemu fabrykantowi - Nowikowi. Funkcjonowały w niej m.in. drukarnia i warsztat mechaniczny. Po II wojnie światowej zlokalizowano w budynku szpital kolejowy, a następnie szpital dermatologiczny, który użytkował budynek do 2003 roku. W 2009 pusty budynek został przekazany miastu przez Skarb Państwa. W latach 2011–2012 budynek wyremontowano z przeznaczeniem na siedziby organizacji pozarządowych.